# Rock the Casbah (film)
Rock the Casbah (hebr. רוק בקסבה) – francusko-izraelski dramat wojenny z 2012 roku w reżyserii Yariva Horowitza, o żołnierzach stacjonujących na terenie Strefy Gazy.
Film miał swoją premierę 7 lipca 2012 podczas Jerozolimskiego Festiwalu Filmowego. Do kin w Izraelu wszedł 21 lutego 2013. W Polsce obraz był prezentowany podczas WMFF 13 października 2013.

## Fabuła
W 1989 roku żołnierze izraelscy zostają wysłani do Strefy Gazy. Podczas patrolu ginie jeden z nich przygnieciony, pralką zrzuconą z dachu. Dowódcy nakazują czwórce żołnierzy zająć pozycję na dachu budynku, w którym toczy się normalne życie palestyńskich mieszkańców.

## Obsada
W filmie wystąpili, m.in.:
- Yon Tomarkin jako Tomer
- Yotam Ishay jako Ariel
- Roy Nik jako Aki
- Iftach Rave jako Haim
- Henry David jako Ilya
- Lavi Zitner jako Izac
- Shmulik Chelben as Israel
- Khaula Al Haji-Daibsi jako Samira
- Adel Abou Raya jako Muchamad

## Nagrody i nominacje (wybrane)
Nagrody Izraelskiej Akademii Filmowej 2012
- Najlepszy montaż – Isaac Sehayek
- Najlepszy film – Yariv Horowitz, Michael Sharfstein, Moshe Edery, Leon Edery (nominacja)
- Najlepszy reżyser – Yariv Horowitz (nominacja)
- Najlepsza aktorka drugoplanowa – Khawlah Hag-Debsy (nominacja)
- Najlepszy dźwięk – Gil Toren, Avi Mizrahi, Michael Legum (nominacja)
- Najlepsza scenografia – Ariel Glazer (nominacja)
- Najlepsza muzyka – Assaf Amdursky (nominacja)
- Najlepsza charakteryzacja – Sigalit Grau (nominacja)